# Myrmechis gracilis
Myrmechis gracilis är en orkidéart som först beskrevs av Carl Ludwig von Blume, och fick sitt nu gällande namn av Carl Ludwig von Blume. Myrmechis gracilis ingår i släktet Myrmechis och familjen orkidéer. Inga underarter finns listade i Catalogue of Life.